# Syscenus springthorpei
Syscenus springthorpei är en kräftdjursart som beskrevs av Bruce 1997B. Syscenus springthorpei ingår i släktet Syscenus och familjen Aegidae. Inga underarter finns listade i Catalogue of Life.